# 塞德里利亚斯
塞德里利亚斯，是西班牙阿拉贡自治区特鲁埃尔省的一个市镇。总面积74平方公里，总人口630人（2018年），人口密度7人/平方公里。